# Schwoich
Schwoich este un oraș în districtul Kufstein din landul Tirol, Austria.